# 機動戰艦
《機動戰艦》（日语：機動戦艦ナデシコ）是一部科幻喜劇類的日本動畫作品。1996年10月1日至1997年3月25日於東京電視台系列（TXN）首次播出。1998年8月1日劇場版動畫《機動戰艦 -The prince of darkness-》上映。另有故事情節有所差別的漫畫版《遊擊宇宙戰艦》。
作品的名稱取材自《机动战士GUNDAM》和《宇宙戰艦大和號》。此外，艦上的工作人員多為女性、「戀愛」與「和平」的故事主題、「為古代文明遺產開戰」的故事主線等的設定，被認為是對科幻動畫名作《超时空要塞》的致敬。
1998年作为延续篇的剧场版动画《机动战舰 The Prince of Darkness（黑暗王子）》在日本各地上映并成为当年最人气的作品。

## 概要
《機動戰艦》是以宇宙及宇宙戰艦作為主要的舞台，雖然有機器人活躍，但是愛情喜劇要素也包含在內。佐籐徹如此形容：在宇宙戰艦大和號乘坐著福星小子們開著GUNDAM戰鬥，另外也會有。初看的話會認為本作品的愛情和喜劇要素很強，不過佐籐龍雄曾表示構思企劃時是以（STAR TREK）那樣的「大河空想冒險活劇」為目標，故SF（Science Fiction的縮寫，科幻）設定考據頗嚴謹，想解讀解本作品深層內容並不容易。
同時，《機動戰艦》另一最大特徵就是對細微部分近乎偏執的描繪。作為劇中屢次登場的熱血巨大機器人動畫片《激鋼牙3》（ゲキ・ガンガー3），由於忠實地再現了1970年代的巨大機器人動畫片，令其變成了話題。
《機動戰艦》的製作被認為受當時已成為名作的《新世紀福音戰士》、《超時空要塞》和的影響：
- 《機動戰艦》內的人物與《新世紀福音戰士》的人物非常相似（最明顯的例子是星野琉璃（《機動戰艦》）和綾波零（《新世紀福音戰士》）的相似；

- 《機動戰艦》的故事和題材與《超時空要塞》非常相似
- 在與電腦相關的描寫方面，《機動戰艦》有相當的程度受（トップをねらえ!）的影響。（但與不同，Nadesico的監視器內的所有句子用日文寫成。）

造成這些相似的原因包括參與製作《新世紀福音戰士》的大月俊倫也參與了《機動戰艦》的製作。
故事本身，激烈的戰爭的結尾和古代火星文明等的謎題等，在電視版沒有描繪其結束。戰爭的結尾，用其後被公開的劇場版和遊戲來補充，但是還有謎題沒有被解開。希望為了弄清這些謎團而推出續集的聲音也很多，但是因為要製作《宇宙學園》而不可能製作的局勢，結果這含糊不清的古代火星文明背景等的謎題一直沒有解開。 
故事本身在固有用語上，大量引用《古事記》和《日本書紀》等的古典。

## 故事大綱
公元2195年，謎一般的兵器群「木星蜥蜴」突然出現，並以壓倒性的戰鬥力佔領了火星的殖民地以及月球的背面。地球的各地均有被稱為「鬱金香」的母艦降落。與此同時，民間企業尼爾加重工（ネルガル重工，NERGAL）完成了實驗戰艦ND-001撫子號（ナデシコ，Nadesico, 納迪斯高/力高號）的建設。
即使是對著木星蜥蜴的兵器，裝備在撫子號上的兵器依然具有技術上的優勢，包括扭曲力場（Distortion Field）防護罩以及重力波砲，使得撫子號成為了當時唯一能與木星蜥蜴抗衡的戰艦。在人員的任命上，由於採取了「能力一流，不問性格」的選拔方針，結果使得整艘艦的工作人員都是些有點「特殊性格」的人。
火星出生的主角天河明人，在一次偶然的機會遇見了兒時玩伴御統百合香。想再次與百合香相會的明人，一直跟在她的後面，並意外地登上了準備出港的撫子號。其後明人雖然被聘請為撫子號的廚師，但卻發生了一些意外，使得明人要駕駛艦載的機動兵器艾斯特巴利斯（Aestivalis）進行戰鬥……
本故事就講述一班在撫子號上的成員的經歷，他們一方面和木星蜥蜴作戰，另一方面又要在地球政府吞併的壓力下力求獨立自主，而他們隨著不斷的戰鬥，漸漸揭開隱藏在背後的驚人事實真相……

## 人物
天河明人（配音員：上田祐司（日本）／汪世瑋、李明幸（第3至4集代配）（台灣）／陳廷軒（ATV）,羅偉傑（VCD）（香港））
本作男主角，出生在火星。年齡18歲，機體駕駛員，使用陸戰型，與木連於月球圈第二次作戰後換裝為特攻型·改。一次不明原因，從被木連摧殘的火星基地穿梭回至地球，後來被發現是擁有通過玻色斯粒子的體質，利用從火星上生產的礦石穿梭時空。
初期個性懦弱，但是擁有一顆想要保護他人的心，也因此工作四處碰壁。夢想成為廚師，原因是火星上的蔬果很難入嚥。
與御統百合香是在火星時期的青梅竹馬兼兒時玩伴，後來百合香因父親調升職位與家人返回地球，去送行後返家發現父母和一些鄰居被殺，家園被毀，成為家破人亡的孤兒。從此一個人孤苦伶仃的長大，本來尚算開朗的個性因此轉為懦弱。在18歲那年，因為地球聯合政府軍的艦艇與木連的無人母艦「鬱金香」碰撞，致使聯合軍的艦艇墜入火星，曾經歷家破人亡的明人的住處再次被毀，因此穿梭回地球。
到地球後，在某餐館打工以安於現狀，然而木連的無人機再度出現，又因為個性，導致餐館的老闆迫不得已將明人資遣。被資遣的明人於返家的路上與將要前往「撫子」就職的百合香意外的再次碰面，但是兩人一開始還沒認清，直到明人撿拾被百合香忘記帶走的相片才想起來。
在基地時一開始被擋在閘門外，直到與百合香再次對話才使百合香想起明人，於是明人因此加入團隊。在機艙時誤打誤撞啟動陸戰型，從此開始成為駕駛員。
經常吐嘈百合香的言行（有時連其他人也會被明人吐嘈，次數最多的是琉璃），實則與百合香互愛，最後與百合香成婚。
御統百合香（由利佳、由利加）（配音員：桑島法子（日本）／龍顯蕙（台灣）／吳小藝（ATV）,陳凱婷（VCD)（香港））
本作女主角，與天河明人一樣在火星上出生至童年，明人的青梅竹馬與兒時玩伴，20歲。「撫子」號的艦長兼指揮官。
身材很好，資質與頭腦也不錯，但就是有點天然呆，尤其是碰到與明人有關的事情都會一頭熱想要去幫助明人，不過往往都是由明人善後居多，因此常常被明人給吐嘈，有時也會被琉璃吐嘈。
作為艦長，百合香的指揮能力非常好，碰到事情也非常冷靜。相信部屬（尤其是明人），因此雖然常被吐嘈，但沒人敢反叛。
在前往就職時與天河明人再度相會，但第一時間沒有認出，直到明人殺進基地與其對話時才認出，破例讓明人登艇，成為成員之一。
對外能力雖然很強，但是內務很差，廚藝更是可以拿來傷人的地步，讓明人因此對於百合香做出的菜敬謝不敏，甚至還會逃離。
與天河明人是互有愛戀，戰後與明人順利的成為結髮夫妻。
星野琉璃（洛莉）（配音員：南央美（日本）／胡文沅（台灣）／王夢華（ATV）,劉惠雲（VCD）（香港））
「撫子」號上的艦艇駕駛員，年齡11歲。
身世一開始不明，後來得知其實是某王國的公主，是由試管嬰兒培育使用基因改造而起來的。在幼時接受英才教育，而後成為撫子號的艦艇駕駛員。與撫子號上的電腦「思兼」互有感應。
擁有一頭銀白色的秀髮，近乎面無表情的美麗面容。
雖然有些無口，但經常吐嘈艦艇上的眾人，吐嘈完都會在加上口頭禪是「白痴」或是「笨蛋」，不過倒是很體貼旁人。
惠麗奈（配音員：高野直子／姜麗儀（ATV）,陳安瑩（VCD）（香港））
17歲，Nadesico 的通信員，感性和十分有自信，性格是為達目的而不惜一切，在故事早期積極和百合香爭奪天河明人，但後來終明白到明人不能做一個只守護她一人的人。
遙凑（配音員：岡本麻彌／譚淑英（香港））
22歲，Nadesico 的掌舵員（不過其實Nadesico 在大部份時間是“自動航行”），愛好打扮，秘書出身，與尼爾加的古板大漢歌特有特殊關係，其情形有如辦公室中男上司和女下屬間的“成人式戀情”，但後來又對木連的白鳥九十九產生感情。
葵純（配音員：伊藤健太郎／潘文柏（香港））
20歲，一个被地球政府视为未来将领接班人的有为青年，他和百合香及她的家人相熟，很喜欢百合香，虽然明知她的心另有所属，但仍全心全意地关怀和辅助她。
昴涼子（配音員：橫山智佐／程文意（香港））
18歲，在山田二郎死后，Nadesico补充了另外三个艾斯特巴利斯驾驶员，凉子是其中之一，她是一个外形言行很「男人婆」的人(第一人稱為，不過偶爾也會用「あたし」)，说话和行为都很粗鲁，但很奇怪地她竟然对外表柔弱的明人很有意思，也只有在明人面前才会显露出她作为女性细心和“羞怯”的一面。
天野光（配音員：菊池志穗／黃玉娟（香港））
18歲，她和凉子与泉同是山田死后新加入的艾斯特巴利斯驾驶员。她性格活泼調皮，尤其喜欢制作一些古怪的小工具来吓人，而且据说她以前在恋爱上很有经验。
真木泉（配音員：長澤美樹／王夢華（香港））
18歲，在山田二郎死后Desiccation补充的三个艾斯特巴利斯驾驶员之一，而她是一个超级怪人，平时喜欢阴声阴气地自言自语，说一些只有自己会笑的「冷笑话」，总之看见她便会不其然「打冷顫」。似乎以前在爱情上有非常惨痛的经历。
伊莉斯法蘭西斯（配音員：松井菜櫻子／譚淑英（香港））
27歲，Nadesico上的「专业学者」，原本是火星研究所的残留人士，本身主要身份是考古学博士，但却有其他很广泛的知识，例如为舰上成员作心理辅导、医疗、又或为船员（和观众）解说舰上发生的各种事情等。而她原来有一段曲折离奇，令人意想不到的过去，故事一開始的女孩.爱就是她。
明月永（配音員：置鮎龍太郎／曾秉輝（香港））
20歲，第八话出场的艾斯特巴利斯驾驶员，驾驶技术出众，外形俊朗而受女性注目，但也有很强的自尊心。真正身份是尼爾加重工的董事長，因此掌握很多機密情報。
大豪寺凱（山田二郎）（配音員：關智一／黃志成（香港））
18歲，原本是舰上机械人艾斯特巴利斯的驾驶员，他极为沉迷“霹雳铁金钢3”（激钢人3）这套动画，甚至因此常自称为 "大豪寺 凯" ，亦由于此共同爱好而和明人极为投契，驾驶机械人技术亦超凡，可惜却在故事很早期 （第三集）被地球军的人射杀，出师末捷身先死。
白鳥九十九（配音員：關智一／黃志明 (香港)）
木星军队的其中一将官，为人有量度和正义感，因爱上遥凑而欲促成木星与地球和谈。
喜歡激鋼人而和同樣喜愛激鋼人明人成為好友，還從他那得到木連沒有播放的集數。
在與地球軍的和談會議上遭到好友月臣元一郎暗殺身亡，成為了戰爭再次爆發的導火線。

## 用語
撫子（Nadesico）
公司尼爾加重工私人開發的戰艦，由於力量強大，被地球軍雇用對抗木星蜥蜴。
港譯：力哥號
尼爾加重工
地球的民間兵器開發公司。
港譯：尼路加重工
木星蜥蜴
襲擊地球的「不明外星勢力」，後來被發現是被流放到木星的地球人。國民上下熱愛動畫激鋼人3，並將其奉為聖典。
木連
即木星蜥蜴的真實名稱，全名為「木星圈木衛二、三、四及其他衛星與小行星國家間返地球共同聯合體」。
優人部隊
木星中經基因子操作而能以自身身體进行玻色子跳躍的「優秀人的部队」。
鬱金香（Tulip）
木星蜥蜴用作進行空間跳躍的門戶，能獨立飛行。
相轉移引擎
理論上，宇宙空間可能不是處於能量最低的「相位（Phase）」，引擎借由將真空的相位進一步降低，抽取當中的能量差作為能源。該引擎只能在真空中完全運作，而由於不需任何消耗燃料，可以無限運作。
思兼（Omoikane）
原屬撫子的主電腦，有著「自我」意識的感情回路，和琉璃是摯友。後在劇場版被移殖至撫子B（ナデシコB）與撫子C（ナデシコC）上。
艾斯特巴利斯（Aestivalis）
撫子上所配置的機器人，可以更換不同裝備，在撫子附近時可以從撫子上得到能量補給，離開撫子時只能以後備電源行動。

## 主題曲
- 片頭曲 《YOU GET TO BURNING》

作詞：有森聰美／作曲・編曲：大森俊之／主唱：松澤由美
- 片尾曲 

作詞：松浦有希／作曲・編曲：松浦有希、吉田潔／主唱：桑島法子
- 最終回片尾曲

作詞：SHO AIKAWA／作曲・編曲：中田雅敏／主唱：松村香澄
2005年，angela翻唱了電視版片頭曲與劇場版主題曲。

## 參與遊戲
- 超級機器人大戰A
- 超級機器人大戰MX
- 超級機器人大戰R
- 超級機器人大戰J
- 超級機器人大戰W
- 超級機器人大戰BX

## 外部連結
- Bandai Channel （页面存档备份，存于）（日語）
- CR Fever機動戦艦機動戰艦（日語）